# Nivea
Pour les articles homonymes, voir Nivea (homonymie).
Nivea est une marque de produits de soin, appartenant au groupe allemand Beiersdorf.

## Historique
Le pharmacien Oscar Troplowitz rachète en 1890 un laboratoire appartenant à un autre pharmacien, Paul Carl Beiersdorf. Il y développe et y produit des rubans adhésifs, des pansements et de la colle de caoutchouc.
En 1911, Isaac Lifschütz découvre l'eucerit, un émulsifiant qui permet d'obtenir un mélange stable d'huile et d'eau.
Informé des facultés dermatologiques de l'eucerit par le dermatologue Paul Gerson Unna, Oscar Troplowitz l'utilise pour créer une crème de soin. Troplowitz baptise sa crème « Nivea », du latin niveus, signifiant « blanc de neige »,. La crème est vendue en pharmacie, puis dans les salons de coiffure.
Dans les années 1920, la crème acquiert son packaging actuel : une boîte ronde en métal bleu avec un logo blanc.

## Informations économiques
En 2011, année de son centenaire, Nivea appartient au groupe de cosmétiques Beiersdorf dont le siège se situe à Hambourg (Allemagne). Le groupe emploie 19 000 salariés à travers le monde, dont 350 en France. Il a réalisé un chiffre d'affaires de 6 194 millions d'euros en 2010.
En 2015, Consoglobe critique Nivea pour l'utilisation de produits majoritairement synthétiques et, pour certains, allergisants, notamment issus du pétrole : huile de paraffine, cire microcristalline, paraffine, et divers produits de synthèse : Hydroxycitronellal, Citronellol, benzoate de benzyl, alcool cinnamique et stéarate d’aluminium.

## Recherche

### L'observatoire Nivea
Fondé en juin 2006, l'Observatoire Nivea se compose d'un comité scientifique pluridisciplinaire. En 2011, le comité de l'Observatoire est présidé par Gilles Boëtsch, directeur de recherche au CNRS en anthropobiologie et président du conseil scientifique du CNRS, et il est composé de Bernard Andrieu, philosophe, David Le Breton, sociologue, Nadine Pomarède, dermatologue, et Georges Vigarello, historien.
L'Observatoire Nivea publie des cahiers faisant état des recherches en cours. Les éditions du CNRS ont publié en 2008 un recueil d'une partie des textes émis par l'Observatoire Nivea sous le nom de « La peau, enjeu de société ».

## Galerie

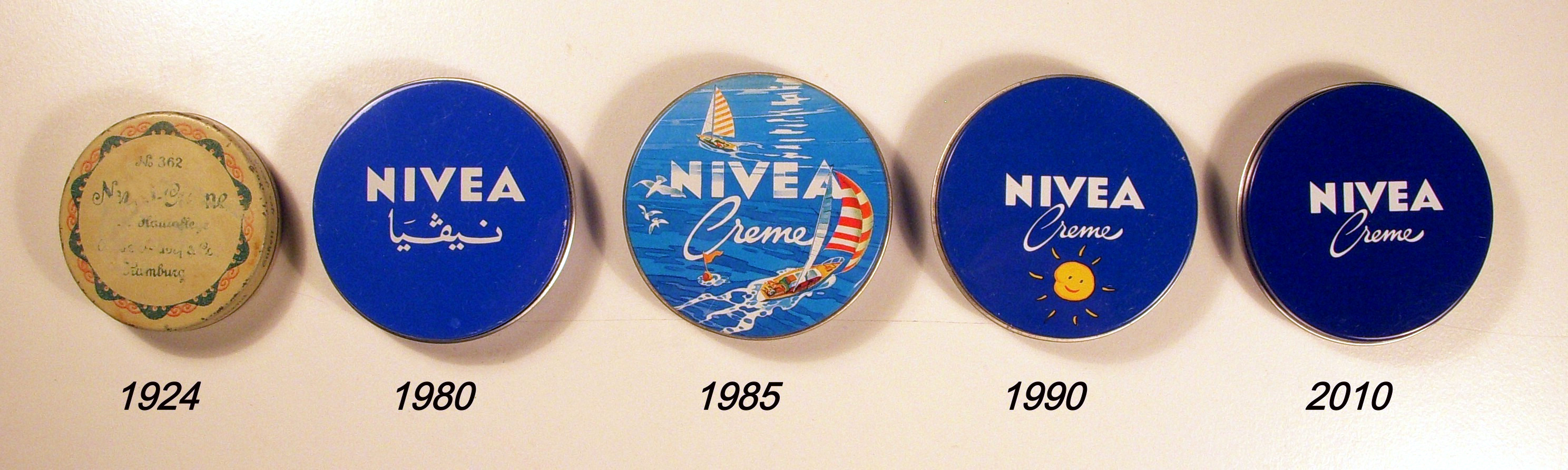
Nivea 1924-2010
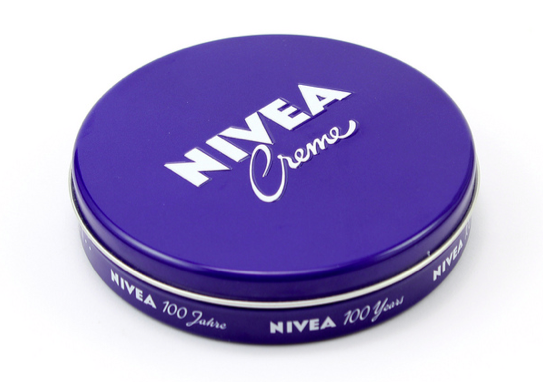
La boîte bleue pour les 100 ans de la marque.